# Uricani
Uricani (en húngaro: Hobicaurikány o Urikány) es una ciudad de Rumania en el distrito de Hunedoara.

## Geografía
Se encuentra a una altitud de 695 m s. n. m. a 341 km de la capital, Bucarest.

## Demografía
Según estimación 2012 contaba con una población de 9 432 habitantes.
| 1948 | 1956 | 1966  | 1977  | 1992   | 2002   | 2012  |
| s/d  | s/d  | 6 193 | 7 353 | 12 835 | 10 227 | 9 432 |